# Great Western Steamship Company

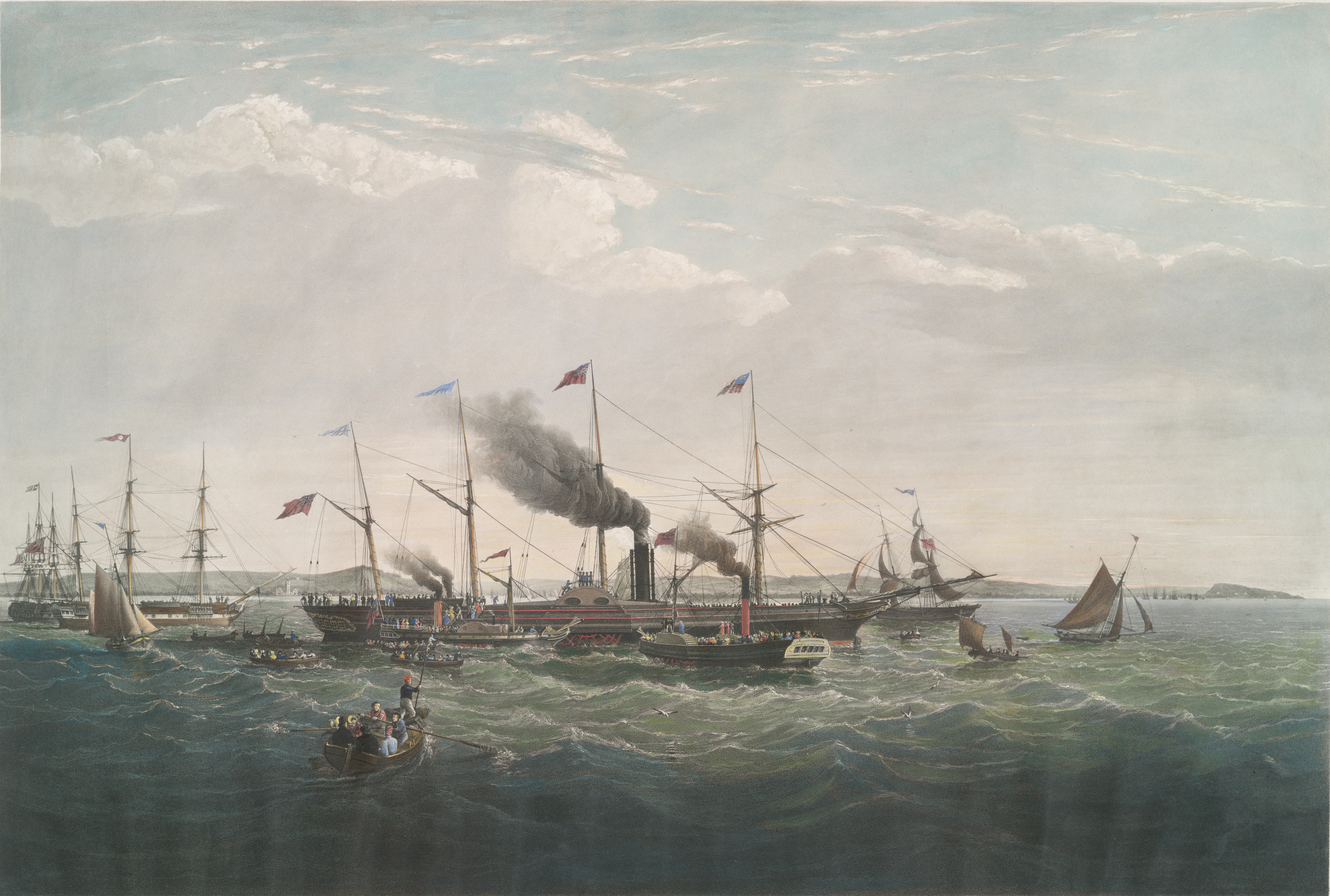
Départ inaugural du Great Western de Bristol en 1838 par Joseph Walter.

La Great Western Steamship Company est une compagnie maritime britannique fondée en 1836 en complément de la compagnie de chemin de fer Great Western Railway. 
La compagnie inaugure en 1838 son service transatlantique avec le Great Western, paquebot géant et révolutionnaire de l'ingénieur Isambard Kingdom Brunel qui remporte le Ruban bleu dès sa première traversée.
Le deuxième navire de la compagnie est le Great Britain, mis en service en 1845.